# European Rugby Challenge Cup 2020-2021
La European Rugby Challenge Cup 2020-21 (in inglese 2020-21 European Rugby Challenge Cup; in francese Challenge européen 2020-21) fu la 7ª edizione della European Rugby Challenge Cup, competizione per club di rugby a 15 organizzata da European Professional Club Rugby come torneo cadetto della Champions Cup, nonché la 25ª assoluta della Challenge Cup.
Si tenne dall’11 dicembre 2020 al 21 maggio 2021 tra 14 squadre provenienti da 4 federazioni (Francia, Galles, Inghilterra e Italia).
10 club giunsero alla competizione direttamente dai propri campionati nazionali e 4 dal Pro14 2019-20.
La composizione ridotta del torneo fu dovuta alla pandemia di COVID-19, che impose restrizioni ai trasferimenti di giocatori e staff e severi protocolli anti-contagio.
La finale si tenne a Twickenham e a risultare vincitrice fu, per la seconda volta nella storia del torneo, la compagine francese del Montpellier che sconfisse per un solo punto, 18-17, gli inglesi del Leicester; a causa delle restrizioni anti-COVID 19, furono ammessi nello stadio londinese soltanto 10000 spettatori, circa un ottavo della capacità complessiva dell'impianto.
Il valore delle marcature, come stabilito da World Rugby nel 2017, è: 5 punti per ciascuna meta (7 se trasformata), 7 punti per la meta tecnica, 3 punti per la realizzazione di ciascun calcio piazzato, idem per il drop.

## Formato
Al torneo parteciparono 14 squadre così determinate:
- le 3 squadre classificatesi dall'ottavo all'undicesimo posto della Premiership 2019-20;
- la vincitrice del RFU Championship della stessa stagione
- le 6 squadre dal nono al quattordicesimo posto del Top 14 2019-20;
- le 4 ultime classificate (escluse le due sudafricane) del Pro14 2019-20 indipendentemente dalla federazione di appartenenza[1].

A propria volta le squadre furono ripartite in due fasce di merito da sette ciascuna:
- la prima fascia comprendente le tre classificate dal nono all'undicesimo posto del Top 14, la nona e la decima di Premiership e le due migliori piazzate delle quattro classificate di Pro14;
- la seconda fascia comprendente le altre sette non ricomprese nei criteri del paragrafo precedente.

Ogni squadra della prima fascia incontrò in gara di andata e ritorno due squadre della seconda fascia che non provengano dal suo stesso campionato.
Al termine dei quattro incontri fu stilata una classifica complessiva in base alla quale le otto migliori squadre avanzarono alla fase a eliminazione diretta; le eventuali discriminanti, in caso di parità di punti in classifica tra due o più squadre, furono, in ordine di prevalenza, il miglior risultato negli incontri diretti, le maggiori mete marcate e il più basso numero di giocatori ammoniti o espulsi.
Agli ottavi di finale accedettero 16 squadre:
- le prime quattro della classifica di Challenge Cup, assegnatarie del seeding da 1 a 4;
- le otto classificate dalla Champions Cup 2020-21 (ranking da 5 a 8 di ogni girone), assegnatarie del seeding da 5 a 12;
- le ultime quattro della classifica di Challenge Cup, assegnatarie del seeding da 13 a 16.

Gli accoppiamenti degli ottavi furono:
1. Seeding 1 – Seeding 12
2. Seeding 2 – Seeding 11
3. Seeding 3 – Seeding 10
4. Seeding 4 – Seeding 9
5. Seeding 8 – Seeding 13
6. Seeding 7 – Seeding 14
7. Seeding 6 – Seeding 15
8. Seeding 5 – Seeding 16

A seguire, quelli dei quarti furono:
1. Vincitore ottavo 1 – vincitore ottavo 5
2. Vincitore ottavo 3 – vincitore ottavo 7
3. Vincitore ottavo 2 – vincitore ottavo 6
4. Vincitore ottavo 4 – vincitore ottavo 8

e quelli di semifinale furono:
1. vincitore quarto 1 – vincitore quarto 2
2. vincitore quarto 3 – vincitore quarto 4[1].

Per tutte le gare della fase a eliminazione fu previsto, in caso di parità ai tempi regolamentari, un supplementare di 10 minuti e, in caso di ulteriore parità, un eventuale secondo supplementare della stessa durata; qualora la parità persistesse si sarebbe proceduto allo spareggio tramite calci piazzati.
La finale, in gara unica, si tenne allo stadio di Twickenham a Londra.

### Classificazione per torneo e fasce
| Fascia | Classifica | Top 14         | Premiership  | Pro14         |
| ------ | ---------- | -------------- | ------------ | ------------- |
| 1      | 1          | Bayonne        | Worcester    | Benetton      |
| 1      | 2          | Castres        | London Irish | Zebre         |
| 1      | 3          | Brive          |              |               |
| 2      | 4          | Pau            | Leicester    | Cardiff Blues |
| 2      | 5          | Agen           | Newcastle    | Ospreys       |
| 2      | 6          | Stade français |              |               |

## Fase a gironi

### Risultati
|            | 1ª giornata                    |       |
| ---------- | ------------------------------ | ----- |
| 11-12-2020 | Stade français – Benetton      | 20-44 |
| 11-12-2020 | Leicester – Brive              | 39-17 |
| 11-12-2020 | Newcastle – Cardiff Blues      | 20-33 |
| 12-12-2020 | Zebre – Bayonne                | 25-25 |
| 12-12-2020 | Agen – London Irish            | 8-34  |
| 12-12-2020 | Pau – Worcester                | 24-20 |
| 12-12-2020 | Ospreys – Castres              | 39-15 |
|            |                                |       |
|            | 3ª giornata                    |       |
| 15-1-2021  | Pau – London Irish             | n/d   |
| 15-1-2021  | Leicester – Bayonne            | n/d   |
| 15-1-2021  | Agen – Benetton                | n/d   |
| 15-1-2021  | Ospreys – Worcester            | n/d   |
| 16-1-2021  | Zebre – Brive                  | n/d   |
| 16-1-2021  | Newcastle – Castres            | n/d   |
| 16-1-2021  | Stade français – Cardiff Blues | n/d   |

|            | 2ª giornata                    |       |
| ---------- | ------------------------------ | ----- |
| 18-12-2020 | Castres – Newcastle            | 17-26 |
| 18-12-2020 | Brive – Zebre                  | 16-18 |
| 19-12-2020 | Benetton – Agen                | 0-28  |
| 19-12-2020 | Bayonne – Leicester            | 20-28 |
| 19-12-2020 | Worcester – Ospreys            | 29-38 |
| 20-12-2020 | London Irish – Pau             | 26-17 |
| 20-12-2020 | Cardiff Blues – Stade français | 28-0  |
|            |                                |       |
|            | 4ª giornata                    |       |
| 22-1-2021  | Bayonne – Zebre                | n/d   |
| 22-1-2021  | Castres – Ospreys              | n/d   |
| 22-1-2021  | Brive – Leicester              | n/d   |
| 23-1-2021  | Benetton – Stade français      | n/d   |
| 23-1-2021  | Worcester – Pau                | n/d   |
| 23-1-2021  | London Irish – Agen            | n/d   |
| 23-1-2021  | Cardiff Blues – Newcastle      | n/d   |

### Classifica
| Pos | Squadra        | G | V | N | P | PF | PS | DP  | BMP | Pt |
| --- | -------------- | - | - | - | - | -- | -- | --- | --- | -- |
| 1   | London Irish   | 2 | 2 | 0 | 0 | 60 | 25 | +35 | 2   | 10 |
| 2   | Ospreys        | 2 | 2 | 0 | 0 | 77 | 44 | +33 | 2   | 10 |
| 3   | Cardiff Blues  | 2 | 2 | 0 | 0 | 61 | 20 | +41 | 1   | 9  |
| 4   | Leicester      | 2 | 2 | 0 | 0 | 67 | 37 | +30 | 4   | 12 |
| 5   | Zebre          | 2 | 1 | 1 | 0 | 43 | 41 | +2  | 0   | 6  |
| 6   | Agen           | 2 | 1 | 0 | 1 | 36 | 34 | +2  | 1   | 5  |
| 7   | Benetton       | 2 | 1 | 0 | 1 | 44 | 48 | −4  | 1   | 5  |
| 8   | Newcastle      | 2 | 1 | 0 | 1 | 46 | 50 | −4  | 0   | 4  |
| 9   | Pau            | 2 | 1 | 0 | 1 | 41 | 46 | −5  | 0   | 4  |
| 10  | Bayonne        | 2 | 0 | 1 | 1 | 45 | 53 | −8  | 0   | 2  |
| 11  | Worcester      | 2 | 0 | 0 | 2 | 49 | 62 | −13 | 1   | 1  |
| 12  | Brive          | 2 | 0 | 0 | 2 | 33 | 57 | −24 | 0   | 0  |
| 13  | Castres        | 2 | 0 | 0 | 2 | 32 | 65 | −33 | 0   | 0  |
| 14  | Stade français | 2 | 0 | 0 | 2 | 20 | 72 | −52 | 0   | 0  |

## Play-off
|  | Ottavi di finale | Ottavi di finale | Ottavi di finale |              |             | Quarti di finale | Quarti di finale | Quarti di finale |  |  | Semifinali | Semifinali | Semifinali |  |  | Finale | Finale | Finale |  |
|  |                  |                  |                  |              |             |                  |                  |                  |  |  |            |            |            |  |  |        |        |        |  |
|  | Zebre            | Zebre            | 27               |              |             |                  |                  |                  |  |  |            |            |            |  |  |        |        |        |  |
|  | Zebre            | Zebre            | 27               |              |             |                  |                  |                  |  |  |            |            |            |  |  |        |        |        |  |
|  | Bath             | Bath             | 35               |              |             |                  |                  |                  |  |  |            |            |            |  |  |        |        |        |  |
|  | Bath             | Bath             | 35               |              | Bath        | Bath             | 26               |                  |  |  |            |            |            |  |  |        |        |        |  |
|  |                  |                  |                  |              | Bath        | Bath             | 26               |                  |  |  |            |            |            |  |  |        |        |        |  |
|  |                  |                  | London Irish     | London Irish | 13          |                  |                  |                  |  |  |            |            |            |  |  |        |        |        |  |
|  | London Irish     | London Irish     | London Irish     | London Irish | 13          | 41               |                  |                  |  |  |            |            |            |  |  |        |        |        |  |
|  | London Irish     | London Irish     |                  |              |             |                  |                  |                  |  |  |            |            |            |  |  |        |        |        |  |
|  | Cardiff Blues    | Cardiff Blues    | 35               |              |             |                  |                  |                  |  |  |            |            |            |  |  |        |        |        |  |
|  | Cardiff Blues    | Cardiff Blues    | 35               |              | Bath        | Bath             | 10               |                  |  |  |            |            |            |  |  |        |        |        |  |
|  |                  |                  |                  |              |             |                  |                  |                  |  |  |            |            |            |  |  |        |        |        |  |
|  |                  |                  | Montpellier      | Montpellier  | 19          |                  |                  |                  |  |  |            |            |            |  |  |        |        |        |  |
|  | Montpellier      | Montpellier      | Montpellier      | Montpellier  | 19          | 26               |                  |                  |  |  |            |            |            |  |  |        |        |        |  |
|  | Montpellier      | Montpellier      |                  |              |             |                  |                  |                  |  |  |            |            |            |  |  |        |        |        |  |
|  | Glasgow Warriors | Glasgow Warriors | 21               |              |             |                  |                  |                  |  |  |            |            |            |  |  |        |        |        |  |
|  | Glasgow Warriors | Glasgow Warriors | 21               |              | Montpellier | Montpellier      | 31               |                  |  |  |            |            |            |  |  |        |        |        |  |
|  |                  |                  |                  |              | Montpellier | Montpellier      | 31               |                  |  |  |            |            |            |  |  |        |        |        |  |
|  |                  |                  | Benetton         | Benetton     | 25          |                  |                  |                  |  |  |            |            |            |  |  |        |        |        |  |
|  | Benetton         | Benetton         | Benetton         | Benetton     | 25          | 29               |                  |                  |  |  |            |            |            |  |  |        |        |        |  |
|  | Benetton         | Benetton         |                  |              |             |                  |                  |                  |  |  |            |            |            |  |  |        |        |        |  |
|  | Agen             | Agen             | 16               |              |             |                  |                  |                  |  |  |            |            |            |  |  |        |        |        |  |
|  | Agen             | Agen             | 16               |              | Montpellier | Montpellier      | 18               |                  |  |  |            |            |            |  |  |        |        |        |  |
|  |                  |                  |                  |              |             |                  |                  |                  |  |  |            |            |            |  |  |        |        |        |  |
|  |                  |                  | Leicester        | Leicester    | 17          |                  |                  |                  |  |  |            |            |            |  |  |        |        |        |  |
|  | Leicester        | Leicester        | Leicester        | Leicester    | 17          | 48               |                  |                  |  |  |            |            |            |  |  |        |        |        |  |
|  | Leicester        | Leicester        |                  |              |             |                  |                  |                  |  |  |            |            |            |  |  |        |        |        |  |
|  | Connacht         | Connacht         | 32               |              |             |                  |                  |                  |  |  |            |            |            |  |  |        |        |        |  |
|  | Connacht         | Connacht         | 32               |              | Leicester   | Leicester        | 39               |                  |  |  |            |            |            |  |  |        |        |        |  |
|  |                  |                  |                  |              | Leicester   | Leicester        | 39               |                  |  |  |            |            |            |  |  |        |        |        |  |
|  |                  |                  | Newcastle        | Newcastle    | 15          |                  |                  |                  |  |  |            |            |            |  |  |        |        |        |  |
|  | Ospreys          | Ospreys          | Newcastle        | Newcastle    | 15          | 24               |                  |                  |  |  |            |            |            |  |  |        |        |        |  |
|  | Ospreys          | Ospreys          |                  |              |             |                  |                  |                  |  |  |            |            |            |  |  |        |        |        |  |
|  | Newcastle        | Newcastle        | 28               |              |             |                  |                  |                  |  |  |            |            |            |  |  |        |        |        |  |
|  | Newcastle        | Newcastle        | 28               |              | Leicester   | Leicester        | 33               |                  |  |  |            |            |            |  |  |        |        |        |  |
|  |                  |                  |                  |              |             |                  |                  |                  |  |  |            |            |            |  |  |        |        |        |  |
|  |                  |                  | Ulster           | Ulster       | 24          |                  |                  |                  |  |  |            |            |            |  |  |        |        |        |  |
|  | Dragons          | Dragons          | Ulster           | Ulster       | 24          | 39               |                  |                  |  |  |            |            |            |  |  |        |        |        |  |
|  | Dragons          | Dragons          |                  |              |             |                  |                  |                  |  |  |            |            |            |  |  |        |        |        |  |
|  | Northampton      | Northampton      | 43               |              |             |                  |                  |                  |  |  |            |            |            |  |  |        |        |        |  |
|  | Northampton      | Northampton      | 43               |              | Northampton | Northampton      | 27               |                  |  |  |            |            |            |  |  |        |        |        |  |
|  |                  |                  |                  |              | Northampton | Northampton      | 27               |                  |  |  |            |            |            |  |  |        |        |        |  |
|  |                  |                  | Ulster           | Ulster       | 35          |                  |                  |                  |  |  |            |            |            |  |  |        |        |        |  |
|  | Harlequins       | Harlequins       | Ulster           | Ulster       | 35          | 21               |                  |                  |  |  |            |            |            |  |  |        |        |        |  |
|  | Harlequins       | Harlequins       |                  |              |             |                  |                  |                  |  |  |            |            |            |  |  |        |        |        |  |
|  | Ulster           | Ulster           | 57               |              |             |                  |                  |                  |  |  |            |            |            |  |  |        |        |        |  |

### Ottavi di finale
| Arbitro: | Pierre Brousset |

|                   |      |                                                                 |
| Bruno 2’, 9’, 22’ | mt   | 14’, 36’ Cokanasiga 40’ Stuart 45’ Obano 61’ Watson 78’ du Toit |
| Canna 2’, 9’, 22’ | tr   | 15’, 40+1’, 46’, 62’, 80’ Spencer                               |
| Pescetto 67’, 71’ | c.p. |                                                                 |

| Arbitro: | Nika Amashukeli |

|                                                           |      |                                                 |
| Loader 30’ Hassell-Collins 49’, 74’ Hepetema 71’ Rona 79’ | mt   | 16’ Dacey 20’ Adams 57’ Harries 64’ L. Williams |
| Jackson 31’, 49’, 72’, 76’, 80’                           | tr   | 17’, 20’, 65’ J. Evans                          |
| Jackson 13’, 39’                                          | c.p. | 27’, 46’ J. Evans                               |
|                                                           | drop | 77’ J. Evans                                    |

| Arbitro: | Karl Dickson |

|                             |      |                                                   |
| Guirado 38’ Bouthier 43’    | mt   |                                                   |
| Lozowski 40’, 44’           | tr   |                                                   |
| Lozowski 14’, 24’, 58’, 71’ | c.p. | 1’, 16’, 27’, 55’, 62’ Hastings 70’, 73’ Thompson |

| Arbitro: | Christophe Ridley |

|                                              |      |                     |
| Duvenage 20’ Ioane 45’ Brex 62’ Padovani 73’ | mt   | 1’ Hayes            |
|                                              | tr   | 2’ Verdu            |
| Garbisi 12’, 29’, 39’                        | c.p. | 18’, 50’, 55’ Verdu |

| Arbitro: | Ludovic Cayre |

|                                       |      |                                                                 |
| K. Williams 8’ D. Evans 12’ Botha 70’ | mt   | 33’ Davison 38’ tecnica 41’ Robinson 64’ McGuigan 66’ v.d. Walt |
| Price 9’, 13’, 71’                    | tr   | 34’, 42’, 67’ Connon                                            |
| Price 56’                             | c.p. |                                                                 |

| Arbitro: | Alexandre Ruiz |

|                                                     |      |                                                                             |
| Hewitt 11’, 33’ Screech 26’ S. Davies 50’ Brown 60’ | mt   | 36’, 73’ Naiyaravoro 41’ Sleightholme 54’ Mitchell 62’ Harrison 74’ Collins |
| S. Davies 12’, 26’, 51’, 60’                        | tr   | 37’, 41’, 55’, 73’, 75’ Grayson                                             |
| S. Davies 6’, 43’                                   | c.p. | 24’ Grayson                                                                 |

| Arbitro: | Adam Jones |

|                                                                    |      |                                                |
| Clare 11’, 65’ Porter 14’ Henry 31’ Moroni 27’ Wells 73’ Wiese 78’ | mt   | 6’ Marmion 43’ Masterson 56’ Wootton 71’ Boyle |
| Henry 15’, 32’ McPhillips 66’, 74’, 79’                            | tr   | 44’, 59’ Carty 71’ Fitzgerald                  |
| McPhillips 57’                                                     | c.p. | 22’, 40+5’ Carty                               |

| Arbitro: | Romain Poite |

|                                   |      |                                                                                |
| Lawday 31’ Kenningham 64’ Els 77’ | mt   | 7’ McCloskey 21’, 55’ Herring 26’, 69’ Reidy 33’ Lowry 59’ Burns 65’ Mathewson |
| Herron 31’, 64’, 78’              | tr   | 7’, 21’, 26’, 55’, 59’ Cooney 65’, 69’ Madigan                                 |
|                                   | c.p. | 12’ Cooney                                                                     |

### Quarti di finale
| Arbitro: | Frank Murphy |

|                                       |      |                  |
| McNally 8’ Stuart 23’, 31’ Mercer 67’ | mt   | 5’ Creevy        |
| Spencer 9’, 24’, 68’                  | tr   | 6’ Jackson       |
|                                       | c.p. | 40’, 63’ Jackson |

| Arbitro: | Romain Poite |

|                                                 |      |                          |
| Potter 4’, 80’ meta tecnica 13’, 75’ Moroni 46’ | mt   | 32’ Wacokecoke 48’ Penny |
| McPhillips 47’ Ford 81’                         | tr   | 50’ Connon               |
| McPhillips 17’ Ford 56’                         | c.p. | 9’ Connon                |

| Arbitro: | Alexandre Ruiz |

|                                               |      |                                                                 |
| Mitchell 4’ Freeman 32’, 34’ Sleightholme 58’ | mt   | 11’ meta tecnica 24’ Herring 46’ Moore 61’ Cooney 72’ Stockdale |
| Francis 6’, 35’                               | tr   | 25’, 47’, 62’, 73’ Cooney                                       |
| Francis 16’                                   | c.p. |                                                                 |

| Arbitro: | Karl Dickson |

|                                  |      |                                         |
| Paillaugue 11’, 54’ Willemse 36’ | mt   | 45’ Garbisi                             |
| Paillaugue 36’, 54’              | tr   | 45’ Garbisi                             |
| Paillaugue 4’, 29’, 61’          | c.p. | 1’, 6’, 14’, 27’, 31’ Garbisi 66’ Allan |
| Bouthier 24’                     | drop |                                         |

### Semifinali
| Arbitro: | Pascal Gaüzère |

|                                |      |                                     |
| Wiese 44’ Genge 52’ Porter 73’ | mt   | 15’ Henderson 21’ Burns 67’ Timoney |
| Ford 44’, 54’, 75’             | tr   | 16’, 22’ Cooney 68’ Lowry           |
| Ford 6’, 19’, 49’              | c.p. | 9’ Cooney                           |
| Ford 58’                       | drop |                                     |

| Arbitro: | Andrew Brace |

|             |      |                                      |
| Dunn 2’     | mt   | 22’ Camara                           |
| Spencer 3’  | tr   | 23’ Paillaugue                       |
| Spencer 26’ | c.p. | 19’, 31’, 36’ Paillaugue 79’ Pollard |

### Finale
| Arbitro: | Andrew Brace |

| |              | |
| Wells 33’ Wiese 46’ | mt           | 13’ Rattez 57’ J. Goosen |
| G. Ford 33’, 46’ | tr           | 13’ Paillaugue |
| G. Ford 8’ | c.p.         | 16’, 50’ Paillaugue |
| · Steward · 20’ Porter · Moroni · Kelly · 69’ Nadolo · Ford · 46’ Wigglesworth · Genge · 54’ T. Youngs · 54’ Cole · Wells · 74’ Green · H. Liebenberg · 30’ Brink · Wiese | Formazioni   | · Bouthier · Vincent 43’ · J. Goosen · Serfontein 63’ · Rattez · Lozowski · Paillaugue 61’ · Forletta · Guirado 46’ 65’ · Haouas 44’ · Verhaeghe · Willemse 77’ · Ouedraogo 28’ · Camara · Bécognée 30’ |
| · 20’ Murimurivalu · 30’ Reffell · 46’ B. Youngs · 54’ Clare · 54’ Heyes · 69’ Henry · 74’ Henderson                                                                      | Sostituzioni | · J. du Plessis 28’ · Ngandebe 43’ · Lamositele 44’ · Reinachat 61’ · Pollard 63’ · B. du Plessis 65’ · Duguid 77’                                                                                      |
| Steve Borthwick | Allenatori   | Philippe Saint-André |